# Мемориальная доска с гербом

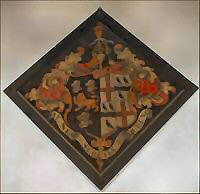
Мемориальная доска из церкви Грэндона.

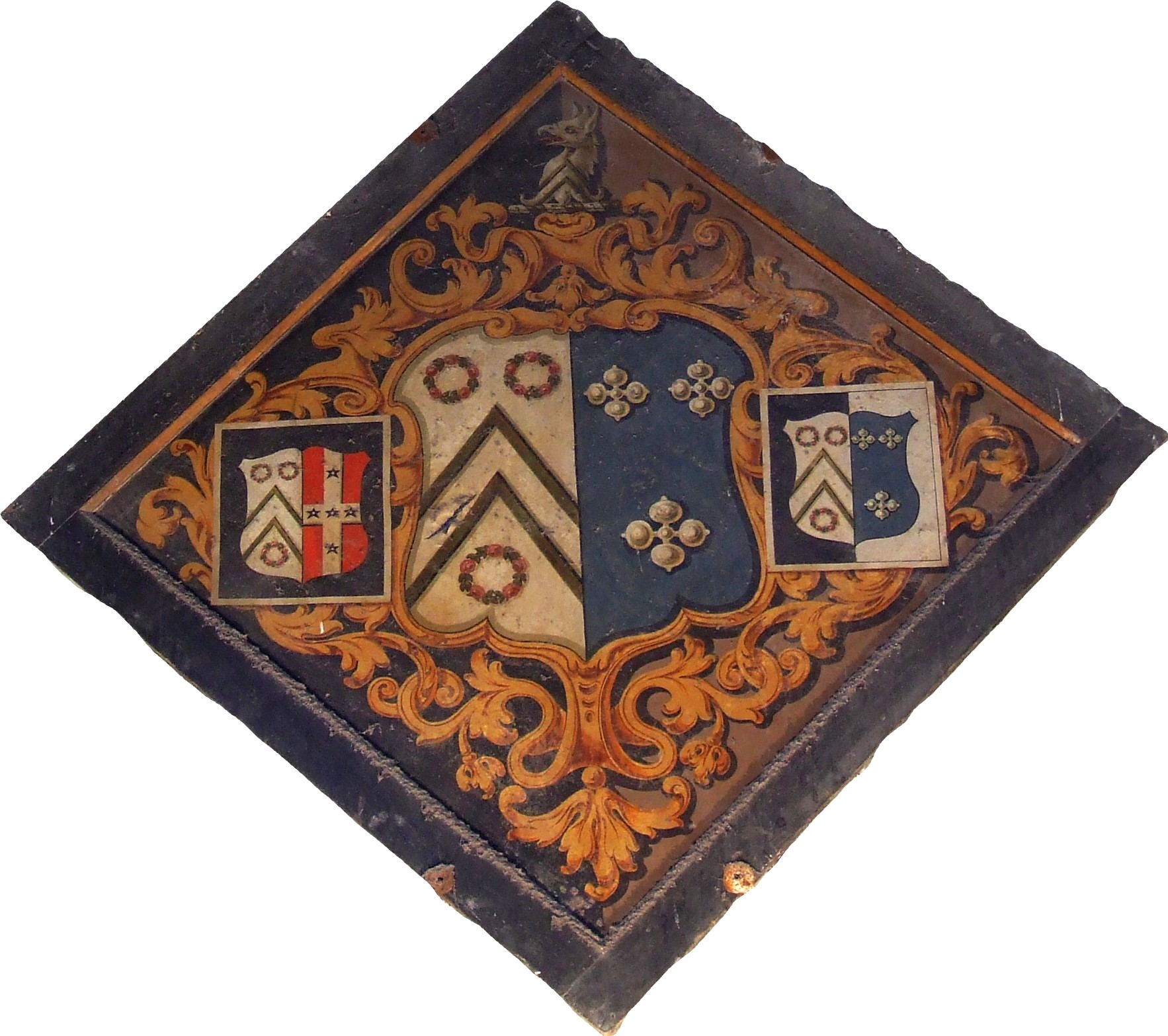
Мемориальная доска из аббатства Wymondham.

Мемориальная доска с гербом — вид (тип) мемориальной доски, которая представляет собой равностороннюю ромбовидную доску с геральдической атрибутикой, хранящуюся или установленную при храме. 
Использовалась преимущественно в Англии. Местные особенности имели Шотландия и Нидерланды, в Италии применялись надробные камни с изображением герба.

## История
Традиция мемориальных досок с гербом уходит корнями в траурные процессии позднего средневековья с демонстрацией знамени, регалий и вооружения знатного усопшего, выставляемых при поместном храме на всеобщее обозрение. К примеру, регалии Эдуарда Чёрного принца, погребённого в 1376 году, до сих пор хранятся в кафедральном соборе Кентербери. Также во многих храмах Великобритании можно увидеть квадратные знамёна членов рыцарских орденов, расшитых гербами усопших, покрытых двухцветной или многоцветной бахромой. Размер стороны такого знамени составляет 1,5 метра (5 футов). Знамя подлежало передаче ордену, к которому относился рыцарь, но, в большинстве случаев, знамя оставляли семье, и оно выставлялось в храме их прихода.
Самая ранняя мемориальная доска с изображением герба датируется 1627 годом, Кроме щита на доске помещали и другие элементы герба — шлем, навершие, намёт, а также, в соответствующих случаях, корону и щитодержатели. В настоящее время около 4,5 тысяч мемориальных досок Англии состоят на государственном учёте. Однако, по сведениям хроник графств, иллюстраций и гравюр XVIII—XIX веков, имелось гораздо большее количество мемориальных досок с изображениями гербов, которых не пощадило время.
Обязательной принадлежностью погребального ритуала в Англии мемориальные доски с гербом стали в середине XIX века, однако в викторианскую эпоху вышли из моды.
Перед помещением в храм на хранение, мемориальная доска по обычаю вывешивалась на внешней стороне дома почившего сроком на один год и один день, указывая посетителям, что в семье траур. Эта традиция сегодня встречается крайне редко, но до сих пор ещё жива в Британии.
Отдельные приходские храмы в Англии имеют целые семейные коллекции мемориальных досок хозяев поместья. Так, история семьи Халс из Бримора (Хемпшир) в местном храме представлена досками со времени начала XVIII столетия вплоть до наших дней.

## Технология изготовления
Основным материалом из которого изготавливали вышеупомянутые мемориальные доски являлось дерево. Роспись наносилась или прямо на доску или на холст, натянутый на деревянную раму.
Иногда на мемориальную доску с гербом мужчины помещали семейный девиз, но чаще его заменяли латинской фразой, напоминающей окружающим о смерти и воскресении, к примеру: Resugram («Я встану опять»), In coelo quis («На небесах отдых»), Mors janua vitae («Смерть — это дорога в рай»).

## Прочтение символики
О семейном положении покойного носителя герба в мемориальных досках повествует её фон и использование гербовых элементов.
- Супруг при здравствующей супруге — полный семейный герб из двух половин. На геральдически правой половине доски (левой для зрителя), там, где на щите находится изображение герба мужа, фон будет окрашен чёрным, и останется белым в левой половине (правой для зрителя), вокруг герба здравствующей жены.
- Супруга при здравствующем супруге — полный семейный герб из двух половин. На геральдически левой половине доски (правой для зрителя), там, где на щите находится изображение герба жены, фон будет окрашен чёрным, и останется белым в правой половине (левой для зрителя), вокруг герба здравствующего мужа. При этом из герба могли быть удалены все элементы, кроме щита, над которым помещался ленточный узел-кокарда.
- Холостяк — полный личный герб на чёрном фоне.
- Незамужняя женщина — личный ромбовидный герб с ленточным узлом-кокардой над щитом на чёрном фоне.
- Вдовец — полный семейный герб из двух половин на чёрном фоне.
- Вдова — семейный герб ромбовидной формы на чёрном фоне.
- Супруг при умершей первой супруге и здравствующей второй — есть четыре варианта расположения элементов:
  - первый вариант: щит делится вертикально на три равные части. На геральдически правой трети доски (левой для зрителя) и в центре, там где на щите последовательно расположены гербы первой жены и мужа, фон будет окрашен чёрным, несколько смещаясь геральдически влево (вправо от зрителя). Фон останется белым в левой части доски (правой для зрителя), вокруг герба здравствующей жены.
  - второй вариант: тот же принцип окраски фона, но на щите герб мужа занимает всю правую половину щита, оставляя для гербов жён две левых четверти, разделённых вертикально.
  - третий вариант: тот же принцип окраски фона, но на щите герб мужа занимает всю правую половину щита, оставляя для гербов жён две левых четверти, разделённых горизонтально. При этом герб первой жены размещается над гербом второй.
  - четвёртый вариант: полный личный герб мужа размещается в средней части доски, окрашенной в чёрный цвет. По сторонам от герба мужа на небольших квадратных щитках располагаются семейные объединённые гербы по отдельности с каждой из жён. Геральдически правый (левый для зрителя) щиток имеет чёрный фон и представляет семейный герб от первого брака. Геральдически левый (правый для зрителя) щиток представляет семейный герб от второго брака: там, где находится изображение герба мужа, фон щитка будет окрашен чёрным, и останется белым в левой половине (правой для зрителя), вокруг герба здравствующей жены.
- Супруг, переживший двух жён — вариант, сходный с предыдущим, за исключением полностью чёрного фона щита.

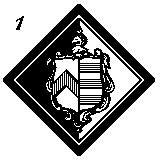
Мемориальная доска мужчины при здравствующей жене
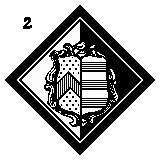
Мемориальная доска женщины при здравствующем муже
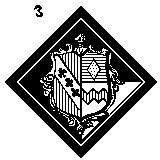
Мемориальная доска мужчины при здравствующей второй жене